# 선인중학교
선인중학교(善人中學校)는 대한민국 인천광역시 미추홀구 도화동에 있는 공립 중학교이다.

## 학교 연혁
- 1947년 10월 20일 : 성광(聖光) 중학원 설립 인가(설립자 허섭)
- 1952년 1월 20일 : 성광 기술 학교 설립 인가
- 1954년 2월 10일 : 재단법인 성광 학원 설립 인가
- 1954년 8월 11일 : 성광 중학교 승격 인가(남 6학급, 여 6학급, 야간 1학급 1,200명)
- 1955년 3월 1일 : 성광 중학교 개교(개교 기념연도)
- 1956년 3월 5일 : 성광 중학교 제1회 270명 졸업(초대 교장 허섭)
- 1958년 8월 10일 : 설립자변경 허섭→백인엽
- 1965년 2월 10일 : 재단명변경 성광(聖光) 학원→선인(善仁) 학원
- 1965년 2월 20일 : 학교명변경 성광(聖光) 중학교→선인(善仁) 중학교
- 1965년 5월 10일 : 선인(善仁) 중학교, 인화(仁花) 여자 중학교 분리(개교 기념일자)
- 1966년 2월 6일 : 선인 중학교 제1회(통합11회) 209명 졸업(졸업누계 2,191명)
- 1994년 3월 1일 : 설립자변경 사립(선인 학원)→공립(인천광역시 교육청)
- 2002년 2월 25일 : 선인 중학교 제47회 385명 졸업(졸업누계 30,836명, 통합 졸업회수 단독 계수 시작)
- 2002년 9월 1일 : 교사(校舍) 이전
- 2021년 12월 24일 : 교명(漢字)변경 선인(善仁) 중학교→선인(善人) 중학교
- 2022년 1월 7일 : 선인 중학교 제67회 92명 졸업(졸업누계 33,737명)
- 2022년 3월 1일 : 제1학년 5학급 78명 입학
- 2022년 4월 7일 : 교훈변경 성실(誠實)→위선최락(爲善最樂)
- 2022년 6월 28일 : 무감독 시험 시행
- 2024년 9월 1일 : 제29대 교장 이형자 부임

## 참고 자료
- 선인중학교 - 한국교육학술정보원 학교알리미